# Konungshamn
Konungshamn är en by i Torhamns socken i Karlskrona kommun i Blekinge län. Från 2015 avgränsar SCB här en småort.

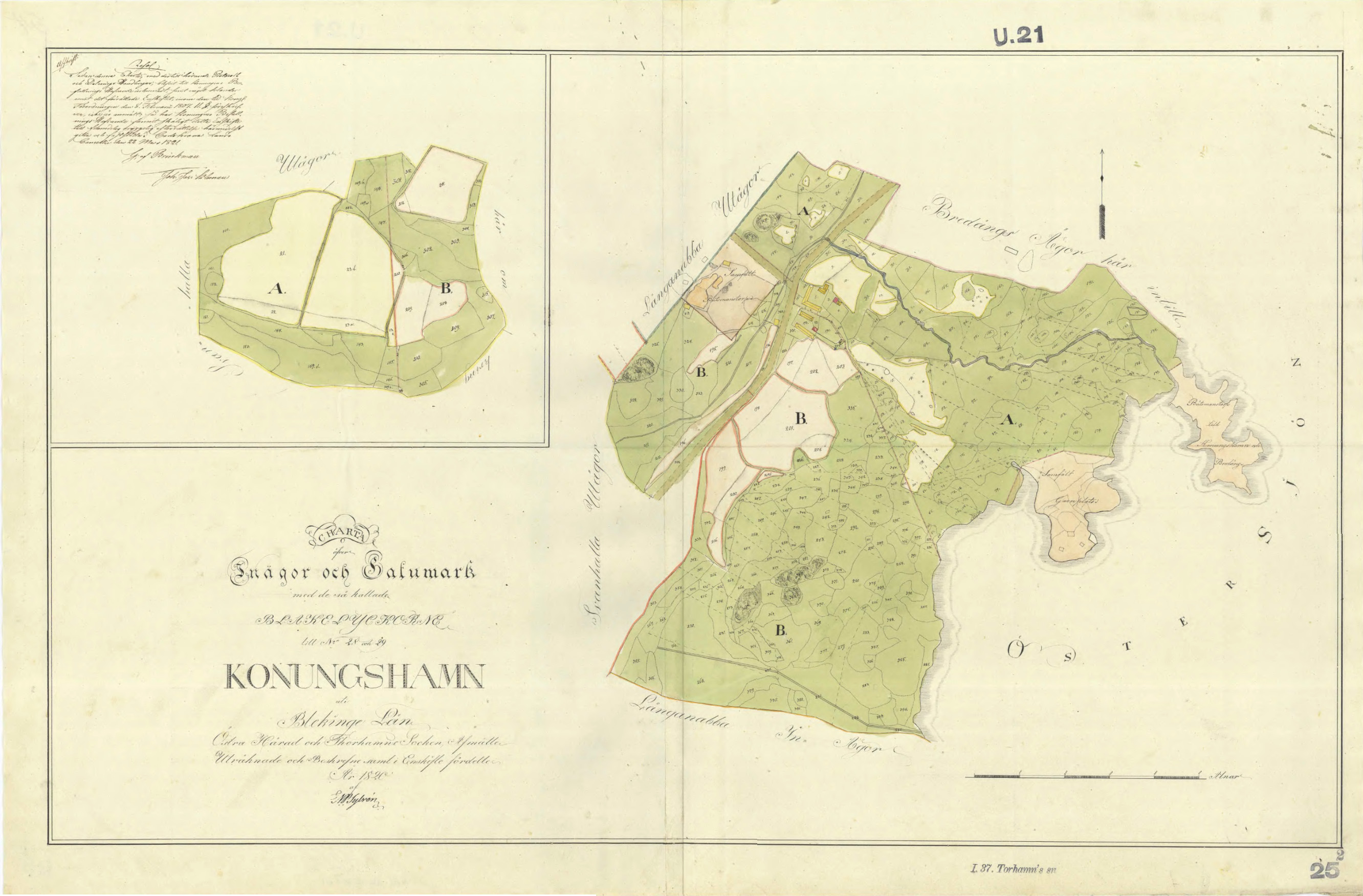
Historisk karta över Konungshamn från 1819